# Lucius Cornelius Latinianus (Vater)

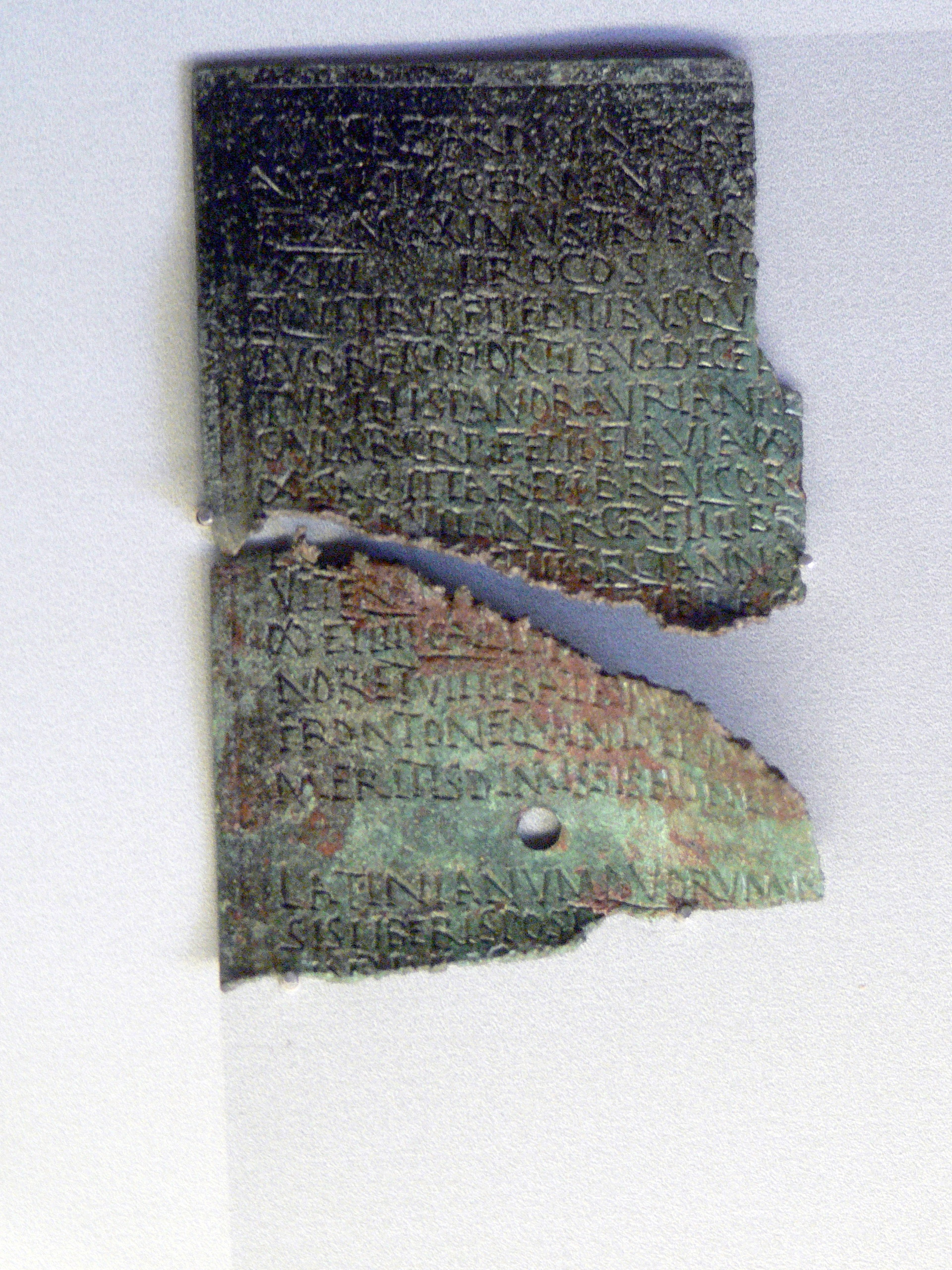
Das Militärdiplom von 116 n. Chr.

Lucius Cornelius Latinianus war ein römischer Beamter aus dem Ritterstand zur Zeit des Kaisers Trajan. Im Jahr 105 wurde er Finanzprokurator der römischen Provinz Moesia inferior (Niedermösien). Durch zwei Militärdiplome ist belegt, dass Latinianus 116 Statthalter der Provinz Raetia war; er dürfte dieses Amt von 113 bis 116 ausgeübt haben.
In der älteren Forschung wurde dieser Cornelius Latinianus mit dem Statthalter Pannoniens unter Hadrian identifiziert. Dieser wird jedoch in der neueren Forschung, insbesondere durch Werner Eck, als sein gleichnamiger Sohn identifiziert.